# Сунь Вэйбэнь
Сунь Вэйбэнь (кит. 孙维本, 19 ноября 1928, Гайчжоу, Ляонин — 18 декабря 2020, Харбин, Хэйлунцзян) — китайский государственный и политический деятель, секретарь (глава) парткома КПК провинции Хэйлунцзян с 1985 по 1994 гг.
Кандидат в члены ЦК КПК 12-го созыва, член Центрального комитета Компартии Китая 13 и 14-го созывов. Депутат 5—11 созывов Всекитайского собрания народных представителей.

## Биография
Родился 19 ноября 1928 года в городском уезде Гайчжоу, провинция Ляонин. В октябре 1947 года вступил в Коммунистическую партию Китая .
До 1951 года трудился бухгалтером. С марта 1951 года и в течение десяти следующих лет — сотрудник организационного отдела горкома КПК Шэньяна.
С января 1961 по июль 1965 года — секретарь парткома КПК уезда Сифэн.
С июля 1965 по март 1967 года — секретарь парткома КПК уезда Кайюань.
В марте 1967 года с началом Культурной революции подвергся политическому преследованию и был отправлен на сельскохозяйственные работы.
В мае 1970 года назначен заместителем секретаря парткома КПК уезда Факу (Шэньян).
В апреле 1970 года вернулся на должность секретаря парткома КПК уезда Сифэн. В феврале 1976 года возглавил партком КПК округа Телин.
С 1982 по 1985 гг. — секретарь парткома КПК провинции Ляонин.
В октябре 1985 года назначен секретарём парткома КПК провинции Хэйлунцзян, одновременно с января 1988 года занимал должность председателя Постоянного комитета хэйлунцзянского Собрания народных представителей. Вышел в отставку в апреле 1994 года.
Скончался 18 декабря 2020 года в Харбине в возрасте 92 лет.